# سیر سفلی
سیر سفلی یکی از روستاهای استان آذربایجان شرقی است که در دهستان سهندآباد بخش تیکمه‌داش شهرستان بستان‌آباد واقع شده‌است.این روستا ۱۹۱ نفر جمعیت دارد.